# Pommier
Pommier település Franciaországban, Pas-de-Calais megyében. Lakosainak száma 241 fő (2022. január 1.). Pommier Bailleulmont, Berles-au-Bois, Bienvillers-au-Bois, Humbercamps és Saint-Amand községekkel határos.

## Népesség
A település népességének változása:
| Lakosok száma | 236  | 235  | 232  | 235  | 236  | 234  | 238  | 241  |
|               | 2013 | 2015 | 2017 | 2018 | 2019 | 2020 | 2021 | 2022 |